# Elio Morri

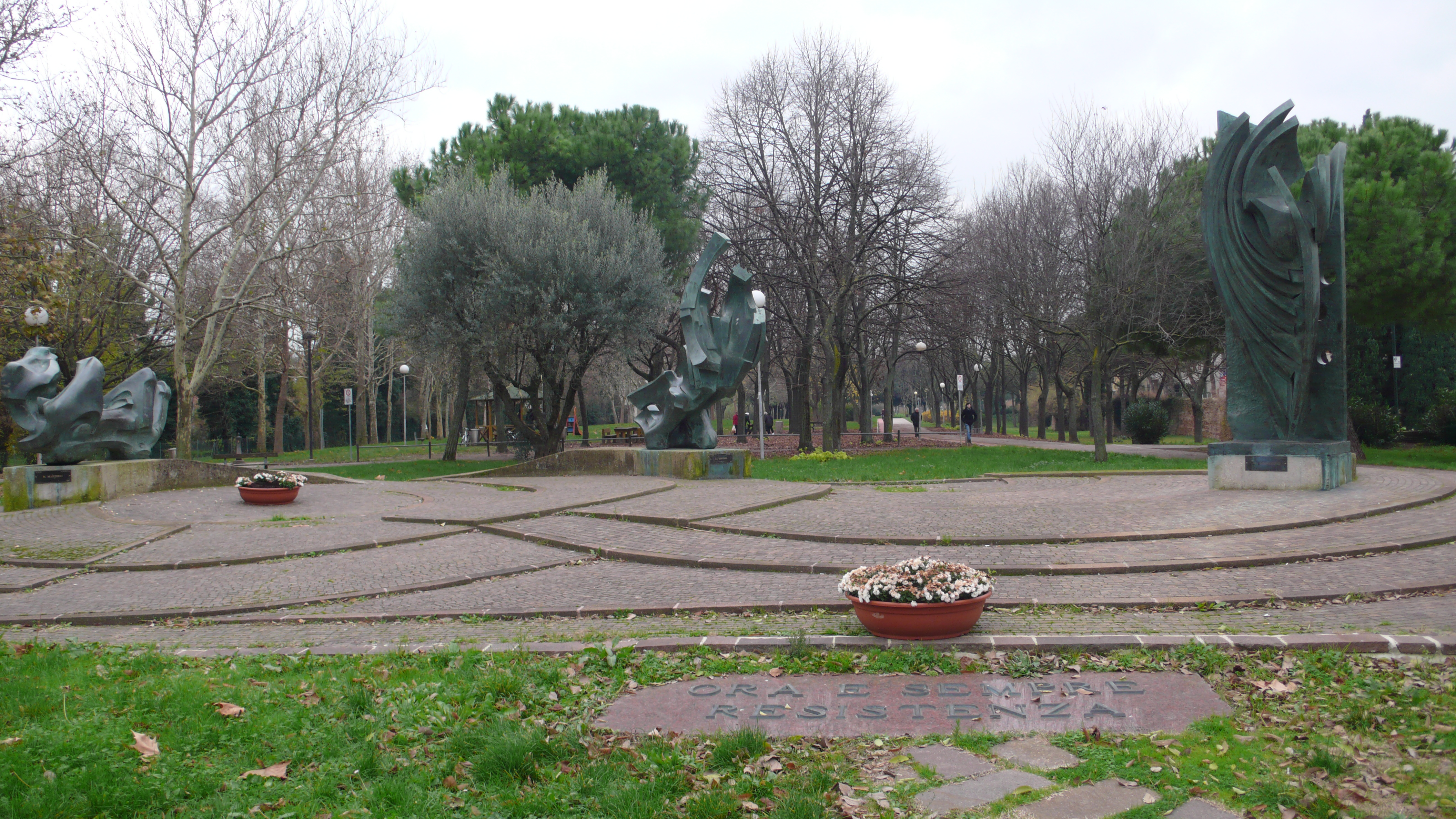
Monumento a la Resistencia en el Parque Cervi de Rimini.

Elio Morri (Rímini, 1913-1992) fue un escultor y medallista italiano, nacido en Rímini. Fue autor de numerosas obras durante la primera mitad del siglo XX. 
Una de sus obras más famosas es el Monumento a la Resistencia instalado en el interior del Parque Cervi (it), de Rimini. También es autor del Monumento a Francisco Bisignani, en la Piazza Ferrari de Rímini.

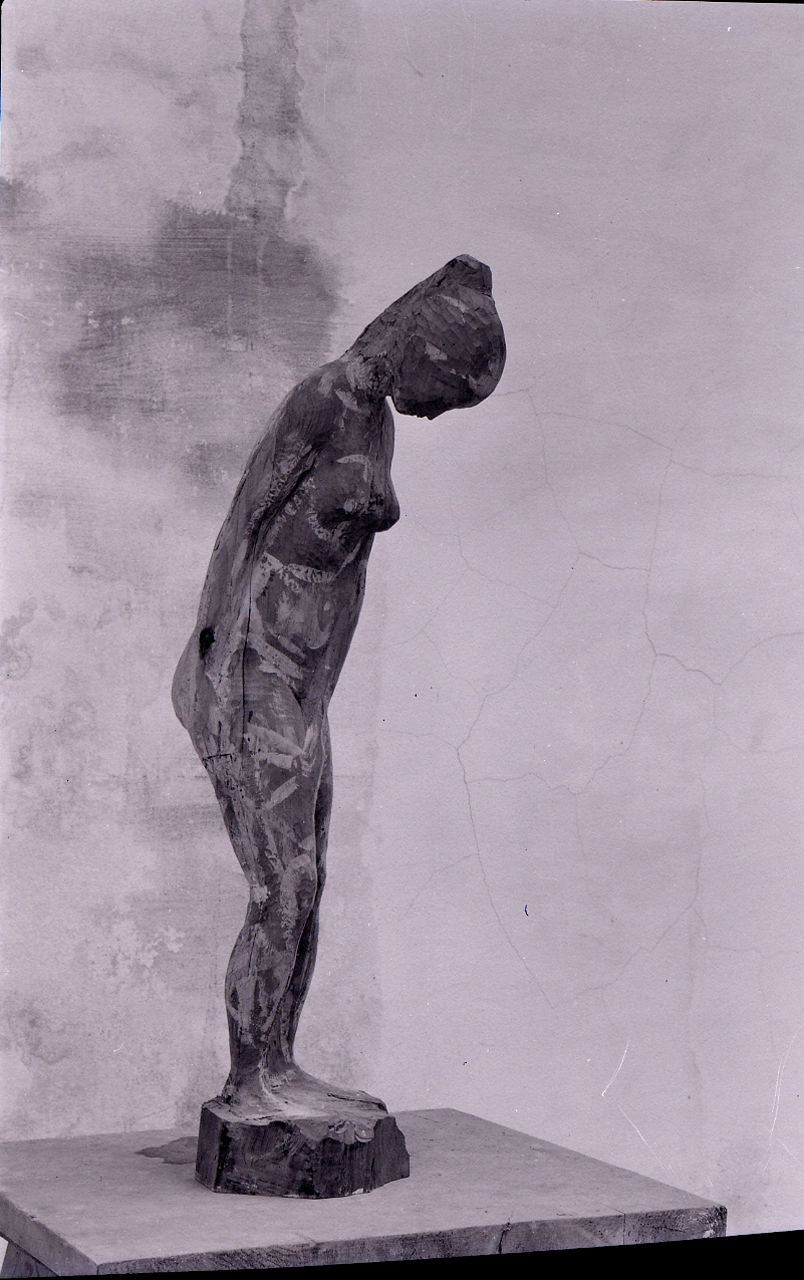
Escultura. Foto de Paolo Monti, 1956